# Jörg Faerber
Jörg Faerber (* 18. Juni 1929 in Stuttgart; † 13. September 2022 in Willich) war ein deutscher Dirigent und Gründer und langjähriger Geschäftsführer des Württembergischen Kammerorchesters Heilbronn.

## Leben
Faerber absolvierte 1949 sein Abitur an einem Humanistischen Gymnasium in Stuttgart und legte 1953 an der Staatlichen Hochschule für Musik Stuttgart die Kapellmeisterprüfung ab. Von 1954 bis 1962 war er Musikalischer Oberleiter des Theaters Heilbronn.
Faerber gründete 1960 das Württembergische Kammerorchester Heilbronn (WKO), das er bis Februar 2002 als Dirigent und Geschäftsführer künstlerisch sowie wirtschaftlich leitete und das unter seiner Leitung international bekannt wurde. Mit dem Orchester unternahm er Tourneen unter anderem in die USA, nach Kanada, Japan und Südafrika. Dabei arbeitete er mit Solisten zusammen wie Anne-Sophie Mutter, Alfred Brendel, Maurice André, Heinz Holliger, Barry Tuckwell, Martha Argerich, Rudolf Buchbinder, Justus Frantz, Gidon Kremer. Sabine Meyer, Hermann Baumann, Michala Petri, Mstislaw Rostropowitsch, Thomas Quasthoff oder Frank Peter Zimmermann.
Faerber wirkte als Gastdirigent bei deutschen, österreichischen, italienischen, französischen, rumänischen und tschechischen Sinfonieorchestern. Unter anderem dirigierte er das Orchester der englischen BBC und das English Chamber Orchestra.
Seine Konzerte mit dem WKO wurden weltweit von über 80 Rundfunkanstalten gesendet. Es liegt eine umfangreiche Diskografie vor, unter anderem bei Philips, Deutsche Grammophon, EMI Electrola, Erato und RCA Records.
Jörg Faerber war seit 1959 mit der Schauspielerin Ursula Münch verheiratet, mit der er eine Tochter hatte.

## Ehrungen
1976 wurde Faerber mit der Goldenen Münze der Stadt Heilbronn, 1979, 1984 und 2000 mit der Verdienstmedaille der Heilbronner Partnerstadt Béziers in Frankreich, 1984 mit dem Bundesverdienstkreuz am Bande, 1986 mit dem Professoren-Titel und 1999 mit dem Ehrenring der Stadt Heilbronn ausgezeichnet. Seit 2002 war er Ehrendirigent des Württembergischen Kammerorchesters Heilbronn.